# Albese Calcio
L'Associazione Sportiva Dilettantistica Albese Calcio 1917, meglio nota come Albese, è la principale società calcistica di Alba, in provincia di Cuneo. Milita in Promozione, il sesto livello del campionato italiano di calcio. Il campo di gioco è lo Stadio San Cassiano con capienza spettatori di 2 000, ma la squadra si allena sul campo sintetico Michele Coppino, dotato di 750 posti inaugurato il 30 aprile 1922.

## Storia della società

### La nascita
L'Albese nasce nel 1917 con il nome di Unione Sportiva Albese e per oltre 50 anni ha una costante crescita che la porta ad essere fra le più conosciute in ambito regionale.

### Anni Venti e l'inizio della rivalità con il Cuneo
Negli anni 20,l'Albese partecipò a diversi campionati di Terza Divisione dell'epoca e in uno di questi conquistò il record di miglior posizionamento della squadra, ancora imbattuto, nella stagione 1924-1925 classificandosi al 2º posto a soli 2 punti dalla promozione in Seconda Divisione (all'epoca il secondo livello del campionato nazionale). Restano nella storia, per motivi non propriamente sportivi, le sfide Cuneo-Albese delle stagioni 1927-1928 e 1928-1929 nel campionato di Seconda Divisione (ovvero il terzo livello calcistico italiano). Nella prima delle due stagioni sopra citate il derby fra La Fedelissima Sportiva Cuneese ed Albese vide l'andata in programma ad Alba con gli albesi vincitori per 2-0: da segnalare soprattutto le intemperanze dei tifosi locali contro i cuneesi e, a fine gara, la richiesta di avere Alba capoluogo di provincia.
I cuneesi si "vendicheranno" (sportivamente parlando) nel girone di ritorno vincendo la sfida-rivincita per 1-0, giocando, dicono le cronache dell'epoca, con una grinta ed una determinazione che permisero loro di avere la meglio su un'Albese più tecnica: il successo fu anche il modo per cancellare l'onta della sconfitta patita all'andata e gli sberleffi subiti dal pubblico di parte avversa. Molto più caldi furono invece i derby dell'anno successivo, il 1928-1929. In entrambi i casi vinsero i cuneesi sempre per 2-0 ma la gara di ritorno disputata ad Alba il 21 aprile del 1929 fece registrare momenti di paura: gara sospesa per la gazzarra dei giocatori e del pubblico, botte in campo e scazzottature in tribuna. La Fedelissima Polisportiva Cuneese era andata all'intervallo in vantaggio per 1-0 ma già alla fine del primo tempo i bianconeri (questi erano i colori sociali di allora) erano stati accompagnati negli spogliatoi dai carabinieri e dall'arbitro. Nella seconda frazione la seconda rete ospite scatenò mischie furiose in campo e in tribuna ed una nuova invasione di campo. Intervenne il capitano dei carabinieri in persona il quale impose al direttore di gara la sospensione della gara con la squadra ospite che abbandonò l'impianto sportivo albese scortata dai Regi Carabinieri e militari della Milizia.

### Gli anni Trenta
I bianco-azzurri vinsero il campionato provinciale della Sezione Propaganda di Cuneo nel 1939.

### Gli anni Settanta e ritorno nella Serie C
Al termine della stagione 1970-1971 fu promossa in Serie D dove, dopo un anno di assestamento, disputò tre stagioni di vertice e nell'ultima (1974-1975) centrò la tanto attesa promozione in Serie C.
In questi anni la squadra giocò le proprie partite interne presso lo stadio "Cinzano" di Santa Vittoria d'Alba.
In questo campionato si salvò nel 1975-1976, ma retrocede l'anno dopo. Nel 1976-1977 passò alla storia per la cronaca in differita di un'ora, della gara Albese-Udinese 0-1 giocata al Michele Coppino sulle reti RAI, primo caso in assoluto per una partita di Serie C, commentata da Bruno Pizzul. Tuttavia nel 1977-1978 arrivò terza in Serie D e, grazie alla nuova formula dei campionati con frazionamento della C in C1 e C2, i langaroli furono promossi in C2.

### Gli anni Ottanta ed il declino
Il primo anno in Serie C2 fu positivo, ma nel 1979-80 arrivò la retrocessione in Serie D, dove l'Albese militò nelle due successive stagioni. Quindi un'altra retrocessione, questa volta in Promozione dove, dopo il secondo posto del 1982-83 arrivò il successo del 1983-84 che la riporta in Interregionale, dove però rimase solo due anni poiché, al termine del 1985-86, tornò in Promozione.
Dal 1986/87 al 1989/90 militò in Promozione.

### Gli anni bui del Novanta
Nell'estate del 1990 è stata ripescata in Serie D, ma al termine della stagione 1990-1991 è retrocessa nuovamente. Una nuova riforma dei campionati innesta il campionato di Eccellenza (fra l'Interregionale e la Promozione) che l'Albese ha disputato dal 1991-1992 al 1993-1994, anno in cui è retrocessa in Promozione. Nel 1996 è stata ancora riammessa in Eccellenza, dove ha militato dal 1996-1997 al 1999-2000 (retrocessione ai play-out).

### Gli anni 2000 e il ritorno in D
Nel 2000-01 gioca in Promozione, così come nel 2001-2002, anno in cui vince il campionato e torna in Eccellenza, da dove però retrocede nuovamente nella serie inferiore ai play-out al termine della stagione 2002-2003. Nel 2003, il presidente Franco Rava ed il direttore sportivo Saverio Roman si prefiggono di raggiungere in cinque anni la serie dilettantistica e nella stagione 2007-2008 l'Albese domina il girone B dell'Eccellenza Piemontese, rimanendo in testa per 29 giornate su 30, e centra la promozione battendo per 1-0 il Don Bosco Nichelino nell'ultima giornata e concludendo il campionato al primo posto con 60 punti, uno in più degli inseguitori del Castellazzo Bormida, ritornando così in serie D dopo 18 anni. Perde la finale per diventare campione d'Eccellenza Piemontese contro il Valle d'Aosta perdendo 0-1 fuori casa e 1-5 in casa.

## Colori
L'Albese gioca in maglia a strisce verticali azzurre e bianche e pantaloncini bianchi. In trasferta la squadra gioca in maglia a strisce rosse e bianche e pantaloncini bianchi. 

## Strutture

### Stadio
L'Albese gioca le partite casalinghe allo stadio "San Cassiano" di Alba. L'impianto, con una sola tribuna coperta, è dotato di 2000 posti. Il fondo in erba misura 65 metri di larghezza e 105 di lunghezza. Lo stadio è in realtà intitolato ufficialmente Augusto Manzo, in onore di Augusto Manzo (noto giocatore di pallapugno di Alba che disputò il campionato di Seconda Divisione - l'attuale Serie C - nella squadra dell'Unione Sportiva Albese negli anni 1929-1930 e 1930-1931, poi scelse definitivamente il pallone elastico).

## Diffusione nella cultura di massa
- Nel manga Captain Tsubasa Road to 2002 (la cui versione anime è nota in Italia con il titolo Holly e Benji Forever) l'Albese appare nei cap. 77-78 e nell'epilogo Go For 2006. In questo manga l'Albese gioca in Serie C1 e ha due campioni in squadra: il nigeriano Bobang e il giapponese Shingo Aoi (Rob Denton Aoi nella versione italiana dell'anime) che giocano entrambi nelle rispettive nazionali giovanili. Nel manga viene affermato che l'Albese è riuscita ad essere promossa prima in Serie C2 e poi in Serie C1 grazie al contributo di un vecchietto di Alba che aveva vinto al Totocalcio e aveva donato i soldi vinti alla società albese, in modo che potesse rinforzarsi e puntare in alto.
- Nel 2009 l'autore del manga di Capitan Tsubasa - Holly e Benji Yōichi Takahashi ha realizzato uno speciale sulla partita Reggiana-Albese, decisiva per la promozione in serie B delle due squadre. Tale speciale, Captain Tsubasa kaigai gekitō hen in calcio, è durato ben 24 capitoli (più di 400 pagine) e vede la vittoria finale per 3-2 della Reggiana (in cui milita Kojiro Hyuga/Mark Lenders), che centra in questo modo l'obbiettivo promozione; l'Albese, a causa della sconfitta e del risultato parziale della partita Albinoleffe-Ravenna (2-0 per l'Albinoleffe), era convinta di essere arrivata terza e di non essere stata promossa in B (nel manga, a differenza della realtà, non esistono i play-off e la seconda viene direttamente promossa) ma al termine della partita arriva la lieta notizia: la seconda in classifica, l'Albinoleffe, viene rimontata nei minuti di recupero dai ravennati (la partita finisce 2-1 per il Ravenna; infatti la notizia del raddoppio dell'Albinoleffe era falsa e in realtà aveva pareggiato il Ravenna) e viene di conseguenza scavalcata dall'Albese, che arriva così seconda e viene promossa in Serie B. Le due squadre festeggiano entrambe la promozione in cadetteria.

## Allenatori e presidenti
| Allenatori dell'Albese Calcio - 1987-1988 - Giampiero Dalle Vedove poi Ezio Di Lej - 2003-2004 - Enrico Lombardi e poi Giancarlo Rosso - 2004-2005 - Giancarlo Rosso - 2005-2006 - Mario Gatta poi Michele Scola - 2006-2007 - Michele Scola poi Franco Rava - 2007-2016 - Giancarlo Rosso - 2016-2017 - Giancarlo Rosso poi Enrico Fantini poi Stefano Lovisolo (attuale) - 2017-2018 - Stefano Lovisolo poi Giancarlo Rosso - 2018-2019 - Giancarlo Rosso poi Mario Gatta - 2019-2020 - Francesco Perlo - 2020-2021 - Francesco Perlo - 2021-2022 - Gianluca Brovia poi Vitantonio Zaza - 2022-2023 - Enrico Lombardi poi Alberto Merlo - 2023-2024 - Riccardo Molina poi Tarsitano Francesco - 2024-2025 - Tarsitano Francesco | Presidenti dell'Albese Calcio - 1950-1954 - Carlo Miroglio - 1954-1955 - Mario Fontani - 1966-1967 - Carlo Miroglio - 1970-1972 - Fiorenzo Revello - 1988-1990 - Giuseppe Manissero - 1990-1991 - Fiorenzo Revello - 2003-2011 - Franco Rava - 2011-2012 - Piero Cornero - 2012-2015- Franco Rava - 2015-2016- Tony Isoldi - 2016-2025- Gennaro Castronuovo - 2025- attuale- Maxim Pioggia |

## Palmarès

### Competizioni nazionali
- Serie D: 1

1974-1975 (girone A)

### Competizioni regionali
- Eccellenza: 2

2007-2008 (girone B), 2012-2013
- Promozione: 2

1970-1971, 2019-2020 (girone C)
- Prima Categoria: 1

1968-1969
- Prima Divisione: 1

1956-1957 (girone D)

## Statistiche e record

### Partecipazione ai campionati
L'Albese Calcio ha disputato 93 campionati dal 1917.
| Livello | Categoria      | Partecipazioni | Debutto   | Ultima stagione | Totale |
| ------- | -------------- | -------------- | --------- | --------------- | ------ |
| 1º      | Serie C        | 2              | 1975-1976 | 1976-1977       | 2      |
| 4º      | Serie C2       | 2              | 1978-1979 | 1979-1980       | 7      |
| 4º      | Serie D        | 5              | 1971-1972 | 1977-1978       | 7      |
| 5º      | Serie D        | 6              | 1980-1981 | 2013-2014       | 10     |
| 5º      | Interregionale | 4              | 1981-1982 | 1990-1991       | 10     |

Partecipazione ai campionati regionali
| Livello | Categoria             | Partecipazioni | Debutto   | Ultima stagione | Totale |
| ------- | --------------------- | -------------- | --------- | --------------- | ------ |
| 1º      | Prima Divisione       | 7              | 1945-1946 | 1951-1952       | 43     |
| 1º      | Promozione            | 11             | 1952-1953 | 1989-1990       | 43     |
| 1º      | Campionato Dilettanti | 2              | 1957-1958 | 1958-1959       | 43     |
| 1º      | Prima Categoria       | 9              | 1959-1960 | 1967-1968       | 43     |
| 1º      | Eccellenza            | 14             | 1991-1992 | 2016-2017       | 43     |